# Kasteel van Landwijk
Het Kasteel van Landwijk, ook kortweg Kasteel Landwijk genaamd, is een kasteel, gelegen aan de Kasteelstraat 32 te Donk. Het kasteel is gelegen nabij de Gete.
In het begin van de 12e eeuw was hier de mansus van de villicus van Halen. Na de verovering van Halen door de Hertog van Brabant werd dit een eigengoed met een laathof, het hof van Landwijk.
Het huidige kasteel werd gebouwd door Adriaan Willem de Heusch (1699-1774), die het goed in 1718 kocht en in 1770 ook de feodale rechten van Landwijk kon kopen.
Het kasteel is 18e-eeuws en was een U-vormig complex, gelegen om een binnenplein. Tegenwoordig is het nog L-vormig. De hoofdvleugel, in classicistische stijl, is van de 2e helft van de 18e eeuw. Op een fronton ziet men rocaillemotieven en twee wapenschilden, geflankeerd door windhonden. Aan de zuidzijde bevindt zich een gebouw uit de 1e helft van de 18e eeuw. Wijzigingen werden in de 19e eeuw aangebracht, en ook kwam er een neogotisch poortgebouw.
Het kasteel ligt in een omgracht park. De gracht werd gevoed door de Gete.